# پاولو لازارنکو
پاولو لازارنکو (اوکراینی: Павло Іванович Лазаренко؛ زادهٔ ۲۳ ژانویهٔ ۱۹۵۳) سیاست‌مدار اهل اوکراین است. وی از ۲۸ مه ۱۹۹۶ تا ۲ ژوئیه ۱۹۹۷ نخست‌وزیر این کشور بود.